# Lauren Mitchell
Lauren Mitchell (Subiaco, 23 luglio 1991) è una ginnasta australiana, la prima ad aver vinto un titolo mondiale di ginnastica artistica nella sua nazione.
Ha vinto titoli ai Mondiali del 2010, ai XIX Giochi del Commonwealth, in Coppa del Mondo; ha partecipato ai giochi olimpici del 2008 e del 2012.

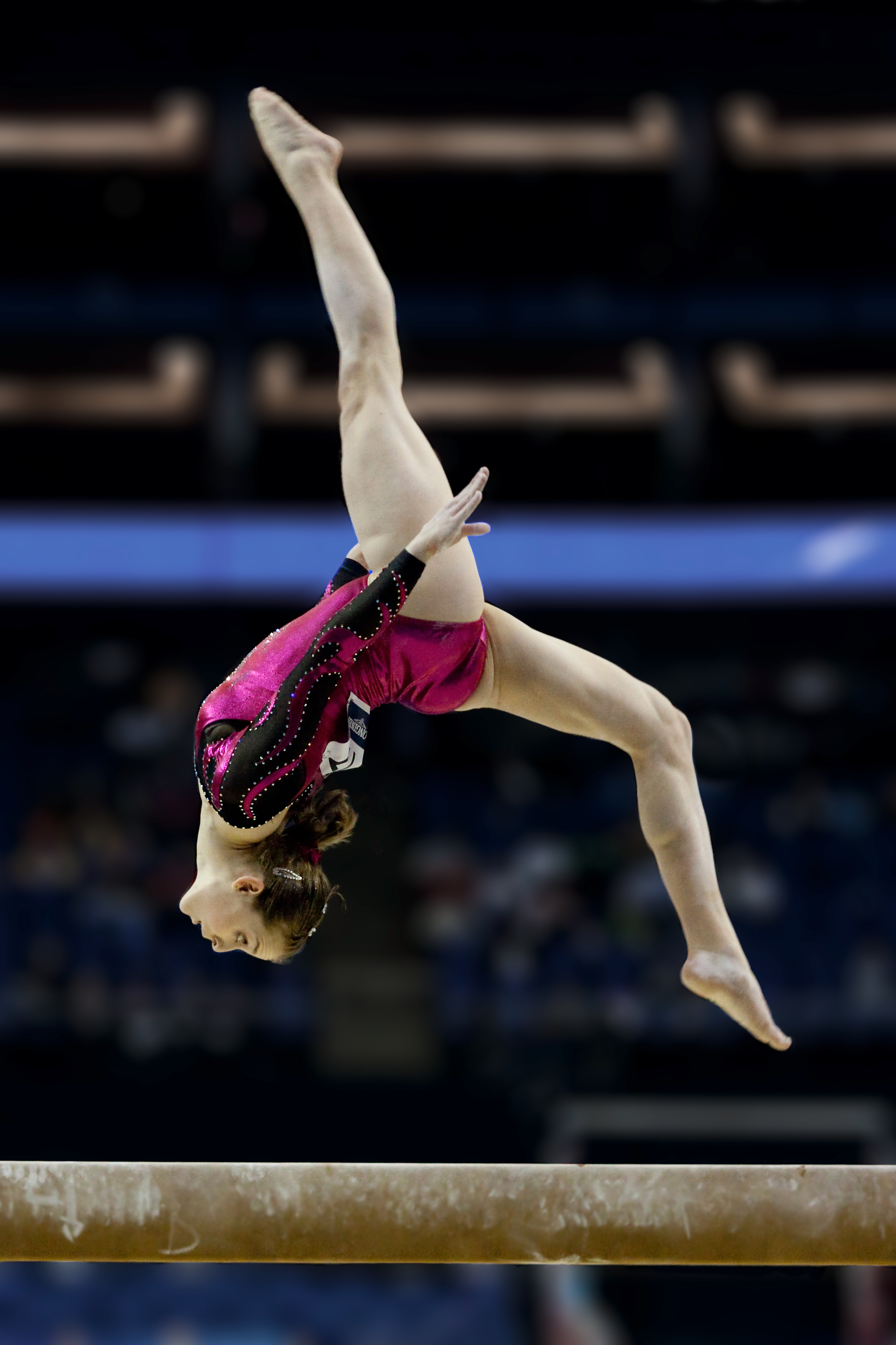
Lauren Mitchell ai campionati mondiali del 2009